# Historisch-kritisches Wörterbuch des Marxismus
Das Historisch-kritische Wörterbuch des Marxismus (HKWM) ist ein auf 15 Bände ausgelegtes, deutschsprachiges Wörterbuch, in dem über 1500 geschichtliche Begriffe im Umfeld des Marxismus dargestellt werden. 

## Erscheinen und Impressum
Von dem auf 1500 Stichworte in 15 Bänden ausgelegten Wörterbuch erschienen seit 1994 im zwei- bis dreijährigen Abstand bisher neun Bände im Hamburger Argument Verlag, wobei ab Band 6 die Bände in jeweils 2 Teilen erschienen. Das Wörterbuch ist eine Publikation des Berliner Instituts für kritische Theorie. Bis einschließlich Band 6/II war Wolfgang Fritz Haug alleiniger Herausgeber. Seit Band 7/I sind Frigga Haug und Peter Jehle, seit Band 8/I war Wolfgang Küttler Mitherausgeber. Bei den bisherigen (Teil-)Bänden haben jeweils zwischen 65 und 105 Verfasser an zwischen 68 und 117 Artikeln über die jeweiligen Stichwörter mitgeschrieben. Außerdem haben mehr als 800 Wissenschaftler mitgewirkt.

## Entstehung
Das HKWM entstand 1983 zunächst als Ergänzung der deutschen Ausgabe des Dictionnaire Critique du Marxisme (Kritisches Wörterbuch des Marxismus), dessen „französisch geprägter“ Diskussionsstand von seinem Herausgeber, Wolfgang Haug, kritisiert worden war. Mit dem Ende des Staatssozialismus wurde dieser Ansatz jedoch aufgegeben und das Projekt weiter für Autoren aus Asien, Afrika und Lateinamerika geöffnet.

## Konzeption
Das HKWM lehnt sich in seiner Konzeption an das Historische Wörterbuch der Philosophie an, wobei es allerdings, wie Wolfgang Fritz Haug feststellt, in der Auswahl der Lemmata und der Darstellung des Stoffs „kaum Überschneidungen“ gibt.
Es bearbeitet theoretische und politisch-strategische Begriffe, die auf Marx und Engels zurückgehen. Darüber hinaus werden auch Stichwörter aufgenommen, die nicht marxistischen Ursprungs sind, sofern sich in ihnen „historisch neuartige Problematiken oder Erkenntnisansprüche artikulieren“  oder „bisher vernachlässigte Seiten des Marxismus in den Vordergrund“ gerückt werden. Dazu gehören begriffliche Neuprägungen wie der „Übergang zur hochtechnologischen Produktionsweise des transnationalen Kapitalismus“, das „Scheitern der sowjetischen Gesellschaftsformation“, der „Nord-Süd-Konflikt“  und die „neuen sozialen Bewegungen“ (Frauenbewegung, Ökologiebewegung).
Das Wörterbuch will sich „nach dem Abbruch des kommunistischen Experiments“ zum einen mit dem Marxismus als einem geschichtlichen Phänomen auseinandersetzen, ohne das „Wissenschaft, Kultur und Politik des 20. Jahrhunderts“ nicht angemessen zu verstehen wären. Zum anderen halten die Herausgeber den Marxismus für ein Projekt, das solange unerledigt sei, wie „die Existenzprobleme, auf die es zu antworten begonnen hat, nicht gelöst oder bedeutungslos geworden sind“.
Seit 2011 stehen Artikeltrailer in dem Wiki InKritPedia online und kostenlos zur Verfügung. Für den Zugriff auf den Gesamtartikel wird ein Entgelt von 20 ct pro Artikelspalte erhoben. 
Im Jahr 2017 begann die Arbeit an einer chinesischen Übersetzung, 2021 erschien der zweite übersetzte Band, 2023 wird ein dritter folgen. Im November 2023 erschien ein englischsprachiger Auswahlband.

## Rezeption
Das Buchprojekt wurde begrüßt, weil es für lange Zeit ein Desiderat gewesen sei, präzise Auskunft zu marxistischen Fachbegriffen erhalten zu können. Gelobt wird die thematische Erweiterung auf neuere Felder wie Feminismus und Ökologiebewegung sowie die Offenheit und Pluralität bei der Wahl von Stichwörtern wie „Jazz“, „Jeans“, „Internet“, „Ich-AG“ oder „Ironie“. Als Stärke des Wörterbuches wurde auch die Behandlung der kapitalistischen Globalisierung und ihrer politischen Auswirkungen hervorgehoben.
Obwohl dem HKWM ein offener und undogmatischer Marxismusbegriff und eine kritische Haltung gegenüber der Machtpolitik der Sowjetunion attestiert werden, ist ihm auch eine Überbetonung des Marxismus-Leninismus, eine Distanz zur klassischen Kritischen Theorie sowie eine Ignoranz gegenüber der neueren, sich an die Kritische Theorie anlehnenden außerakademischen Wertkritik vorgeworfen worden. Rolf Hecker beklagt, sein Stichwortartikel Einfache Warenproduktion sei ohne seine Zustimmung verändert worden, Heinz Gess hat seinen geplanten Beitrag Kritische Theorie aus Uneinigkeit über den Begriffsumfang und die Linie der im gleichen Verlag erscheinenden Zeitschrift Das Argument zurückgezogen.

## Bände
- Band 1: Abbau des Staates –  Avantgarde (1994, 2., verbesserte Auflage 1996), ISBN 3-88619-431-0.
- Band 2: Bank – Dummheit in der Musik (1995, 2., unveränderte Aufl. 1997), ISBN 3-88619-432-9
- Band 3: Ebene – Extremismus (1997, 2., unveränderte Aufl. 1998), ISBN 3-88619-433-7
- Band 4: Fabel – Gegenmacht  (1999), ISBN 3-88619-434-5
- Band 5: Gegenöffentlichkeit – Hegemonialapparat (2001), ISBN 3-88619-435-3
- Band 6/I: Hegemonie – Imperialismus (2004), ISBN 978-3-88619-436-0.
- Band 6/II: Imperium – Justiz (2004), ISBN 978-3-88619-439-1.
- Band 7/I: Kaderpartei – Klonen (2008), ISBN 978-3-88619-438-4.
- Band 7/II: Knechtschaft – Krise des Marxismus (2010), ISBN 978-3-88619-439-1.
- Band 8/I: Krisentheorie – Linie Luxemburg-Gramsci (2012), ISBN 978-3-88619-440-7.
- Band 8/II: links/rechts – Maschinerie (2015), ISBN 978-3-88619-441-4.
- Band 9/I: Maschinerie – Mitbestimmung (2018), ISBN 978-3-88619-442-1.
- Band 9/II: Mitleid – Nazismus (2024), ISBN 978-3-88619-443-8.
- Band 10: Negation der Negation –  Phantasie
- Band 11: Philosophie – Regulationsthoerie
- Band 12: Reichtum – Sorelismus
- Band 13: Sowjet –  Text
- Band 14: Theater –  Verstand (allgemeiner)
- Band 15: Versuch –  Zynismus